# Pärnu Postimees
Pärnu Postimees ('El carter de Pärnu', originalment Perno Postimees ehk Näddalileht, 'El carter de Pärnu o diari setmanal') és un diari regional estonià publicat al comtat de Pärnu. Publicat per primera vegada el 5 de juny de 1857, és un dels diaris més antics del país i també un precursor del diari nacional Postimees.

## Història

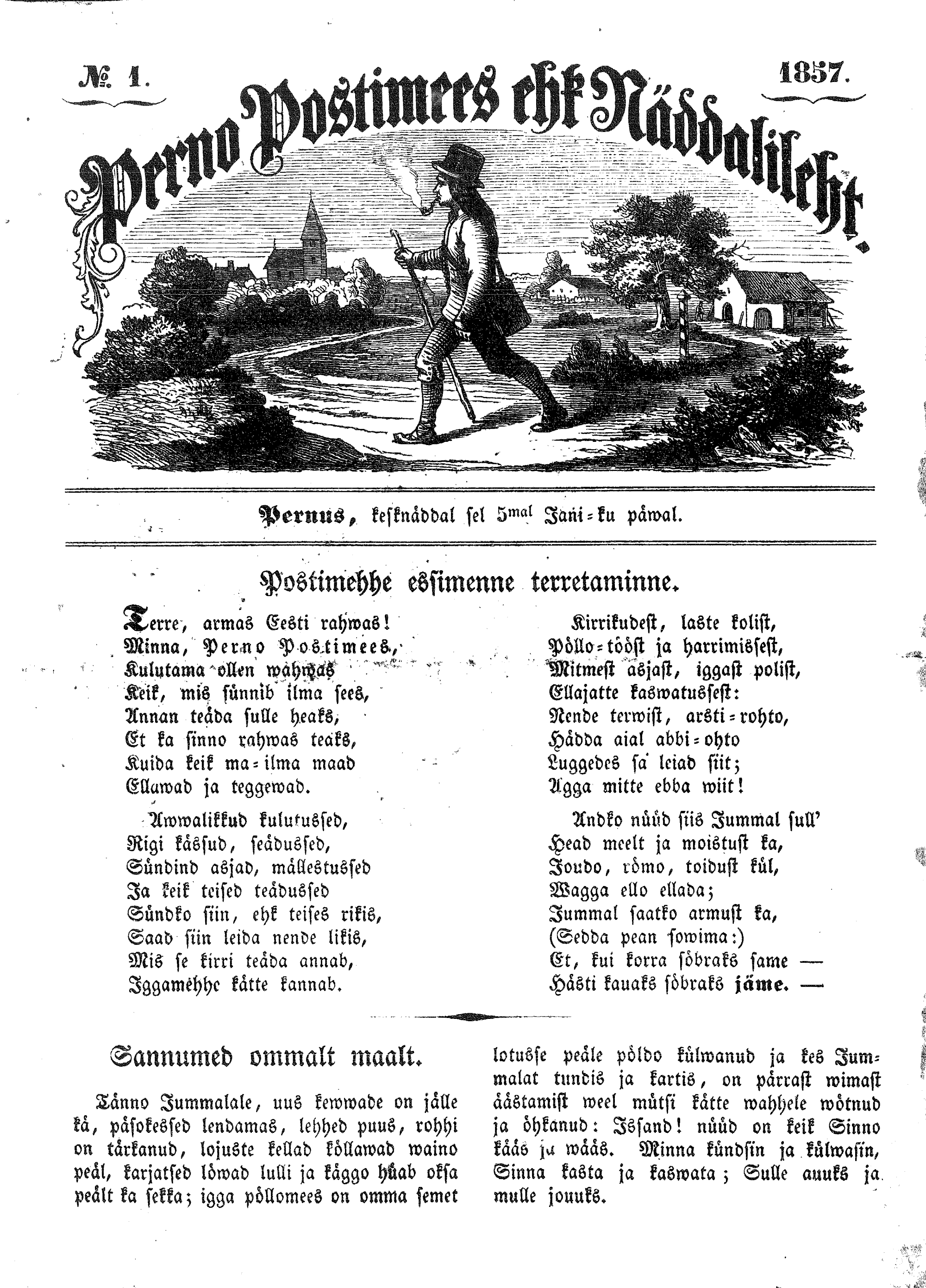
El primer número de Perno Postimees ehk Näddalileht, publicat el 5 de juny de 1857

El diari es va publicar per primera vegada el 5 de juny de 1857 com Perno Postimees ehk Näddalileht. Va ser fundat per Johann Voldemar Jannsen, que era arquitecte de professió i ha estat descrit com el pare del periodisme estonià.
El diari tenia com a objectiu animar els estonians i publicar obres literàries estonianes. El 1863, el diari es va traslladar a Dorpat (Tartu) i va ser rebatejat com Eesti Postimees (que significa 'el carter estonià').
El 1886, Karl August Hermann va comprar el diari i va començar a publicar-lo a Tartu. El 1891, el diari, rebatejat com a Postimees, es va convertir en el primer diari nacional d'Estònia.
El 1896, el diari va ser comprat per intel·lectuals de Tartu. El seu redactor en cap és Jaan Tõnisson que incorpora persones amb talent com August Kitzberg, Anna Haava i Karl August Hindrey. Otto Krusten hi va treballar entre 1922 i 1927.